# Bosmont-Saint-Pierremont
Bosmont-Saint-Pierremont est une éphémère commune française située dans le département de l'Aisne en région Hauts-de-France.
Elle est née de la fusion des communes de Bosmont et de Saint-Pierremont en 1818, puis démembrée en 1833 avec rétablissement des communes fondatrices.

## Histoire
La commune est créée par l'ordonnance du 18 novembre 1818, réunissant les communes de Bosmont et Saint-Pierremont dans une nouvelle commune sous le nom de Bosmont-Saint-Pierremont avec un chef-lieu de commune, fixé à Bosmont.
Cette commune est dissoute par l'ordonnance du 16 novembre 1833, avec le rétablissement des deux communes fondatrices

## Administration
| Période                                  | Période | Identité | Étiquette | Qualité |
| ---------------------------------------- | ------- | -------- | --------- | ------- |
| Les données manquantes sont à compléter. |         |          |           |         |
|                                          |         |          |           |         |

## Démographie
| 1821 | 1831 |
| ---- | ---- |
| 750  | 749  |